# SMS Habsburg (1865)
La SMS Habsburg fu una pirofregata corazzata della Österreichische Kriegsmarine varata nel 1865 ed in servizio tra il 1866 ed il 1886.

## Costruzione
La nave fu varata l'anno precedente la battaglia di Lissa. Il suo armamento variò col tempo, ma i 18 pezzi singoli ad avancarica della batteria principale, a canna liscia di tipo Armstrong da 180 mm con palla da 48 libbre, consentivano una bordata da 384 libbre.
L'armamento complessivo inizialmente era:
- 18 pezzi singoli a canna liscia AH da 180 mm con palla 	da 48 libbre
- 4 pezzi singoli ad avancarica AH da 60 mm con palla da 8 libbre
- 2 pezzi singoli ad avancarica AH da 47 mm con palla da 3 libbre

La propulsione a vapore era fornita da una motrice alternativa a 2 cilindri orizzontali con potenza 2.925 ihp che faceva ruotare una singola elica. Inizialmente era prevista anche una velatura, ma l'armamento velico iniziale composto da tre alberi armati a nave venne poi ridotto progressivamente e alla fine abolito in favore di alberi militari.

## Storia
Alla battaglia di Lissa il fulcro della squadra corazzata da battaglia erano le due nuovissime unità della classe Erzherzog Ferdinand Max. Queste fregate corazzate da 5.130 tonnellate di dislocamento erano state varate tra l'anno precedente e lo stesso anno della battaglia. Il suo armamento variò nel tempo passando da pezzi ad anima liscia a quelli ad anima rigata. L'ammiraglio Tegetthoff riteneva che, essendo inferiori dal punto di vista dell'artiglieria, l'arma principale delle sue navi sarebbe stato lo sperone. Molta attenzione venne posta durante le poche settimane che precedettero la battaglia nell'addestramento al tiro ed alla manovra, e nelle tattiche di combattimento da applicare da parte dei comandanti; Tegetthoff venne più volte sentito ripetere "una volta in battaglia, speronate qualunque cosa pitturata di grigio" facendo riferimento alla pitturazione standard delle navi italiane, che si distinguevano dalle navi austriache dipinte di nero.